# Plagiopleura arbustorum
Plagiopleura arbustorum är en insektsart som beskrevs av Henri Saussure och Francois Jules Pictet de la Rive 1897. Plagiopleura arbustorum ingår i släktet Plagiopleura och familjen vårtbitare. Inga underarter finns listade i Catalogue of Life.